# 北海道旅客鉄道釧路支社
北海道旅客鉄道釧路支社（ほっかいどうりょかくてつどうくしろししゃ）は、北海道旅客鉄道（JR北海道）の支社の一つ。旧日本国有鉄道（国鉄）釧路鉄道管理局に相当する。

## 支社所在地
- 北海道釧路市北大通14丁目5番地（釧路駅舎階上）

## 管轄路線
道東地区の路線を中心に管轄している。またJR北海道各支社の中では、唯一電化路線を保有していない。
路線
※本社・支社の境界はいずれも閉塞区間上にあるため、境界線の内側の停車場（駅・信号場など）を記載している。
| 路線名   | 区間                  | 営業キロ | 備考                              |
| -------- | --------------------- | -------- | --------------------------------- |
| 根室本線 | 新得駅 - 根室駅       | 307.5 km | 釧路駅 - 根室駅間は愛称「花咲線」 |
| 石勝線   | 上落合信号場 - 新得駅 | 27.35 km |                                   |
| 釧網本線 | 鱒浦駅 - 東釧路駅     | 163.6 km |                                   |

かつては池北線（北海道ちほく高原鉄道ふるさと銀河線への転換を経て2006年〈平成18年〉4月21日廃止）の一部区間と、標津線（1989年〈平成元年〉4月30日廃止）、根室本線上落合信号場 - 新得駅間（2024年〈令和6年〉4月1日廃止）も管轄していた。
なお、国鉄釧路鉄道管理局との相違点は次のとおり。
- 根室本線 - 布部駅以東が釧路局（民営化後の1994年〈平成6年〉4月1日に境界変更）。

## 車両基地
- 釧路運輸車両所「釧クシ」・「釧」

## 乗務員配置区所

### 運輸車両所
- 釧路運輸車両所

### 運転所
- 帯広運転所

## 指令所
- 釧路輸送指令

運転指令業務を行う。旅客指令、施設指令、電気指令が併設されている。

## 施設関係区所

### 保線所
- 釧路保線所
  - 白糠保線管理室
  - 釧路保線管理室
  - 標茶保線管理室
  - 斜里保線管理室
  - 厚岸保線管理室
  - 根室保線管理室
- 帯広保線所
  - 新得保線管理室
  - 帯広保線管理室
  - 池田保線管理室

### 電気所
- 釧路電気所
  - 帯広派出所

### 設備所
- 釧路設備所

### 構造物検査センター
- 釧路構造物検査センター

## 運輸営業所
- 花咲線運輸営業所（北海道釧路市喜多町2-24）

## その他営業所
- （廃止） JR中標津トラベルセンター（北海道標津郡中標津町西三条北1丁目）

## 関連会社
- ジェイ・アール道東トラベルサービス（1997年〈平成9年〉7月1日 - 2017年〈平成29年〉1月31日）

釧路支社管轄の駅業務の受託や添乗業務などを行っていた。
2017年（平成29年）2月1日、北海道ジェイ・アール・サービスネットに吸収合併。